# Cavall amb arcs

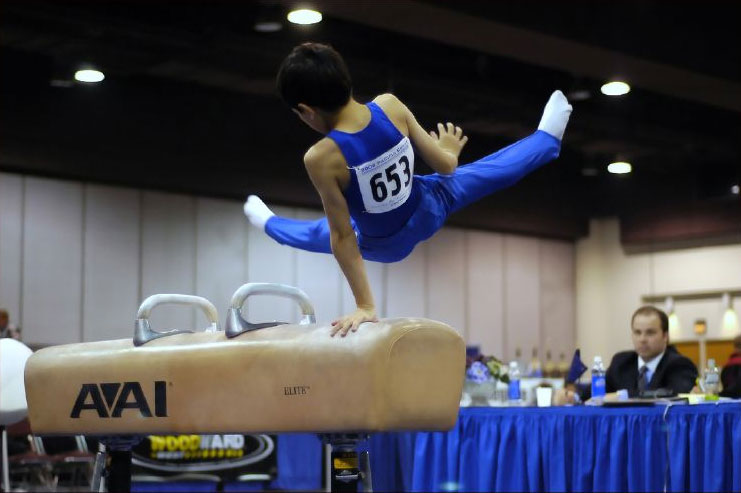
Gimnasta al cavall amb arcs

El cavall amb arcs és un aparell gimnàstic usat en la gimnàstica artística.
És un exercici en la gimnàstica artística practicat només en categoria masculina. El gimnasta, amb les mans recolzades sobre l'aparell, realitza diversos moviments tant amb una cama com amb dues cames. La rutina típica feta amb una cama és la de la tisora, exercici que se sol fer amb les mans agafades a les anelles (arcs) del cavall. El treball realitzat amb dues cames és la rutina principal d'aquest aparell. El gimnasta mou les dues cames unides, fent-les pivotar amb un moviment circular i amb les mans recolzades en qualsevol punt del cavall. L'exercici acaba quan el gimnasta "desmunta" del cavall, desplaçant cames i cos a un costat del mateix i aterrant a terra. Originàriament el cavall era fet de metall i fusta i recobert de pell. Actualment són fets de plàstic o materials sintètics.

## Dimensions

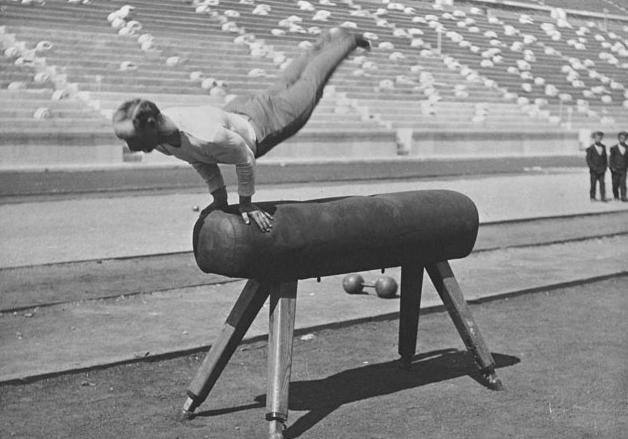
Foto retrospectiva

Les mesures de l'aparell són publicades per la FIG a l'opuscle Apparatus Norms.
- Alçada: 115 cm
- Longitud: 160 cm
- Amplada: 35 cm
- Alçada dels arcs: 12 cm
- Distància entre arcs: 40 cm a 45 cm (ajustable)